# Augustus Prew
Augustus Prew (17 september 1987) is een Britse film- en televisieacteur.
Prew speelde onder meer in de films About a Boy (2002), The Secret of Moonacre (2008), Charlie St. Cloud (2010), The Borgias (2011) en Kick-Ass 2 (2013). Daarnaast speelde hij in verschillende televisieseries, waaronder The Borgias (2011-2012), The Village (2013-2014), de medische dramaserie Pure Genius (2016-2017) en de misdaadserie Prison Break (2017).

## Filmografie

### Films
| Jaar | Film                   | Personage              |               |
| ---- | ---------------------- | ---------------------- | ------------- |
| 2002 | About a Boy            | Ali                    |               |
| 2005 | Marigold               | Jack Moore             | televisiefilm |
| 2008 | Little Rikke           | Karl (stem)            | televisiefilm |
| 2008 | The Secret of Moonacre | Robin de Noir          |               |
| 2010 | Charlie St. Cloud      | Alistair Woolley       |               |
| 2010 | The Kid                | Teen Kevin             |               |
| 2010 | Sophie & Sheba         | Blake                  |               |
| 2012 | Hated                  | Joey                   |               |
| 2012 | Animals                | Ikari                  |               |
| 2013 | Kick-Ass 2             | Todd Haynes/Ass-Kicker |               |
| 2013 | Copperhead             | Ni                     |               |
| 2016 | High-Rise              | Munrow                 |               |
| 2016 | Chubby Funny           | Charlie                |               |
| 2018 | Ibiza                  | Miles                  |               |
| 2019 | Almost Love            | Marklin                |               |
| 2023 | Dear David             | Adam Ellis             |               |
| 2024 | Players                | Brannagan              |               |

### Series
| Jaar       | Serie                                     | Personage                             |                      |
| ---------- | ----------------------------------------- | ------------------------------------- | -------------------- |
| 2001–2002  | 24Seven                                   | Drew Jessup                           |                      |
| 2003       | The Bill                                  | Jamie Heath                           |                      |
| 2003       | Spooks                                    | Peter Ellis / Noah Gleeson            |                      |
| 2007       | The Time of Your Life                     | Dexter                                |                      |
| 2008       | Silent Witness                            | Binyomin Marowski / Binyomin Marowsky |                      |
| 2011       | The Borgias                               | Prins Alfonso                         |                      |
| 2013–2014  | The Village                               | George Allingham                      |                      |
| 2013       | NCIS                                      | Anton Markin                          |                      |
| 2014       | Klondike                                  | Byron Epstein                         | miniserie            |
| 2014       | Major Crimes                              | Wade Weller                           | 4 afl.               |
| 2016–2017  | Pure Genius                               | James Bell                            |                      |
| 2017       | Prison Break                              | Whip                                  | seizoen 5, 8 afl.    |
| 2019       | Special                                   | Carey                                 | seizoen 1            |
| 2019–heden | The Morning Show                          | Sean                                  |                      |
| 2019       | Into the Dark                             | Cameron                               | Afl. "Midnight Kiss" |
| 2022       | The Lord of the Rings: The Rings of Power | Médhor                                |                      |
| 2023       | Nolly                                     | Tony Adams                            |                      |
| 2025       | 1923                                      | Paul                                  | seizoen 2            |